# Joon
Joon war eine französische Fluggesellschaft mit Sitz in Paris und Basis auf dem Flughafen Charles de Gaulle. Sie war die jüngste Tochtergesellschaft der Air France und nahm am 1. Dezember 2017 ihren Flugbetrieb auf. Der Flugbetrieb wurde am 26. Juni 2019 eingestellt.

## Geschichte
Am 3. November 2016 gab Jean-Marc Janaillac, der damalige CEO der Air-France-KLM-Gruppe bekannt, ab 2017 eine neue Fluggesellschaft anbieten zu wollen. Bis zu ihrer offiziellen Vorstellung am 20. Juli 2017 firmierte das Unternehmen unter dem Arbeitsnamen Boost.
Laut Air France ähnelt der Name Joon dem französischen Wort jeune („jung“), ist „kurz, schlagkräftig und international“ und markiert eine „Lifestyle-Marke“ für ein weltweites Publikum. Die für den Namen verantwortliche Marketingagentur hofft, dass der Name entsprechend englischer Schreibgewohnheiten (s. moon) wie das englische Wort June ausgesprochen wird und an Juni erinnert, aber hofft auch, dass es an das französische Wort jeune erinnert.
Joon möchte sich ausdrücklich nicht als Billigfluggesellschaft positionieren, sondern nur „billiger“ fliegen. Mit dem ambitionierten Projekt zielt Air France auf die Generation Y, also 18- bis 35-Jährige, und reagiert durch die Senkung der Betriebskosten auf die Konkurrenz aus den Golfstaaten.
Vorausgegangen war ein im Juli 2017 vereinbartes Abkommen zwischen Air France, seinen Piloten und den Gewerkschaften, die es ermöglichten, die Joon-Flotte auf 18 Mittelstrecken- und 10 Langstreckenflugzeuge zu begrenzen. Air France selbst wird im Gegenzug seine Langstreckenflotte bis 2020 nicht vergrößern. Die Flugzeuge von Joon werden von Air France-Piloten auf freiwilliger Basis geflogen, wobei diese unveränderte Arbeitsbedingungen und Vergütungen erhalten sollen. Flugbegleiter werden jedoch extern rekrutiert, mit bis zu 45 % geringeren Kosten im Vergleich zur Konzernmutter. Zudem soll ein Teil des Bodenpersonals ausgelagert werden. Im Vergleich zur Air France sollen auf diese Weise 15–18 % der Betriebskosten eingespart werden.
Die neue Fluggesellschaft wollte das „digitale Labor“ und Experimentierfeld für die ganze Gruppe Air France-KLM sein. Es sollten ganz neue Dinge ausprobiert werden. So bot Joon z. B. statt der First nur die Business Class an. Ursprünglich auf reine Langstrecken-Operationen ausgerichtet, hatte die neue Air France-Tochter aber auch Mittelstrecken sowie Zubringerflüge für Air France bedient.
Joon wollte im Herbst 2017 am Flughafen Paris-Charles-de-Gaulle starten und bis zum Sommer 2020 insgesamt 28 Flugzeuge (10 Langstrecken- und 18 Mittelstreckenjets) betreiben. Zu Beginn wurde mit sechs Airbus A321 Ziele in Europa angeflogen, die Langstrecke folgte ab Sommer 2018 mit vier Airbus A340. Die A340-Flotte sollte ab dem Winter 2019 mit neuen Airbus A350-Flugzeugen ergänzt und dann schrittweise ersetzt werden. Am 10. Januar 2019 kündigte Air France an, dass Joon stattdessen noch 2019 den Betrieb einstellen wird, die Mitarbeiter sollen schrittweise zu Air France überführt werden. Die Flüge sollen ebenfalls auf Air France übertragen werden.
Im Dezember 2018 kamen durch den neuen neu bestellten AirFranceKLM-CEO, Benjamin Smith, erste Spekulationen auf, die eine zeitnahe Aufgabe der Marke andeuteten. Dem Vorstand und auch den Aktionären, des Weiteren Mitarbeitern und Kunden sei nur schwer zu vermitteln worin der eigentliche Vorteil dieser Marke sei.
Am 10. Januar 2019 wurde die Entscheidung der Konzernleitung bekannt, die Marke Joon nicht über das Jahr 2019 hinaus weiter zu betreiben. Die Flugzeuge und die beschäftigten Flugbegleiter werden schrittweise in die Air France integriert.
Am 26. Juni 2019 wurde dann endgültig der Flugbetrieb für Joon eingestellt.

## Flugziele
Joon flog internationale Ziele an. In Europa wurden unter anderem Berlin, Istanbul, Lissabon, Oslo und Barcelona angeflogen. Ab April 2018 begann Joon seinen Langstreckenservice nach Kapstadt und Quito, weitere Langstrecken folgten im Verlauf des Sommers.

## Flotte
Bei der Einstellung des Flugbetriebs bestand Joon aus 16 Flugzeugen mit einem Durchschnittsalter von 15,2 Jahren.
| Flugzeugtyp     | Anzahl | bestellt | Anmerkungen                                                                             | Sitzplätze (Business/Eco) |
| --------------- | ------ | -------- | --------------------------------------------------------------------------------------- | ------------------------- |
| Airbus A320-200 | 7      |          |                                                                                         | 174                       |
| Airbus A321-200 | 5      |          |                                                                                         | 212                       |
| Airbus A340-300 | 4      |          |                                                                                         | 278                       |
| Airbus A350-900 |        | 10       | Auslieferung hätte voraussichtlich 2019 stattfinden und den Airbus A340 ersetzen sollen | - offen -                 |
| Gesamt          | 16     | 10       |                                                                                         |                           |